# 七見町
七見町（ななみちょう）は、徳島県阿南市の町名。2014年3月31日現在の人口は99人、世帯数は33世帯。郵便番号は〒774-0012。

## 地理
阿南市の北東部に位置し、北から西は西路見町、南は日開野町に接する。阿南市管理の準用河川・七見川が流れ、同川は、地内にある墓地から二級河川・打樋川に合流する。
地名の由来は、七見川の名から取ったものである。

### 河川
- 打樋川
- 七見川

### 小字
| - 上川田 - 上浜田 - 五反地 - 下川田 - 下浜田 | - 惣屋 - 筑前 - 塚ノ木 - トサキ - 中居内 | - 中塚 - 中浜田 - 西居内 - 野々ケ門 - 馬場ノ鼻 | - 東居内 - 深江 - 松木 - 南高田 - 向田 |  |

## 歴史
江戸期から町村制の施行された1889年（明治22年）にかけては那賀郡の村であった。
1889年（明治22年）に同郡富岡村の大字となった。1905年（明治38年）より富岡町の大字となる。1958年（昭和33年）に阿南市が誕生し、現在の町名となる。

## 施設
- 阿南市スポーツ総合センター
- 船戸神社

## 交通

### 道路
国道
- 国道55号（阿南道路）